# Collix rufipalpis
Collix rufipalpis là một loài bướm đêm trong họ Geometridae.